# Fränk Schleck

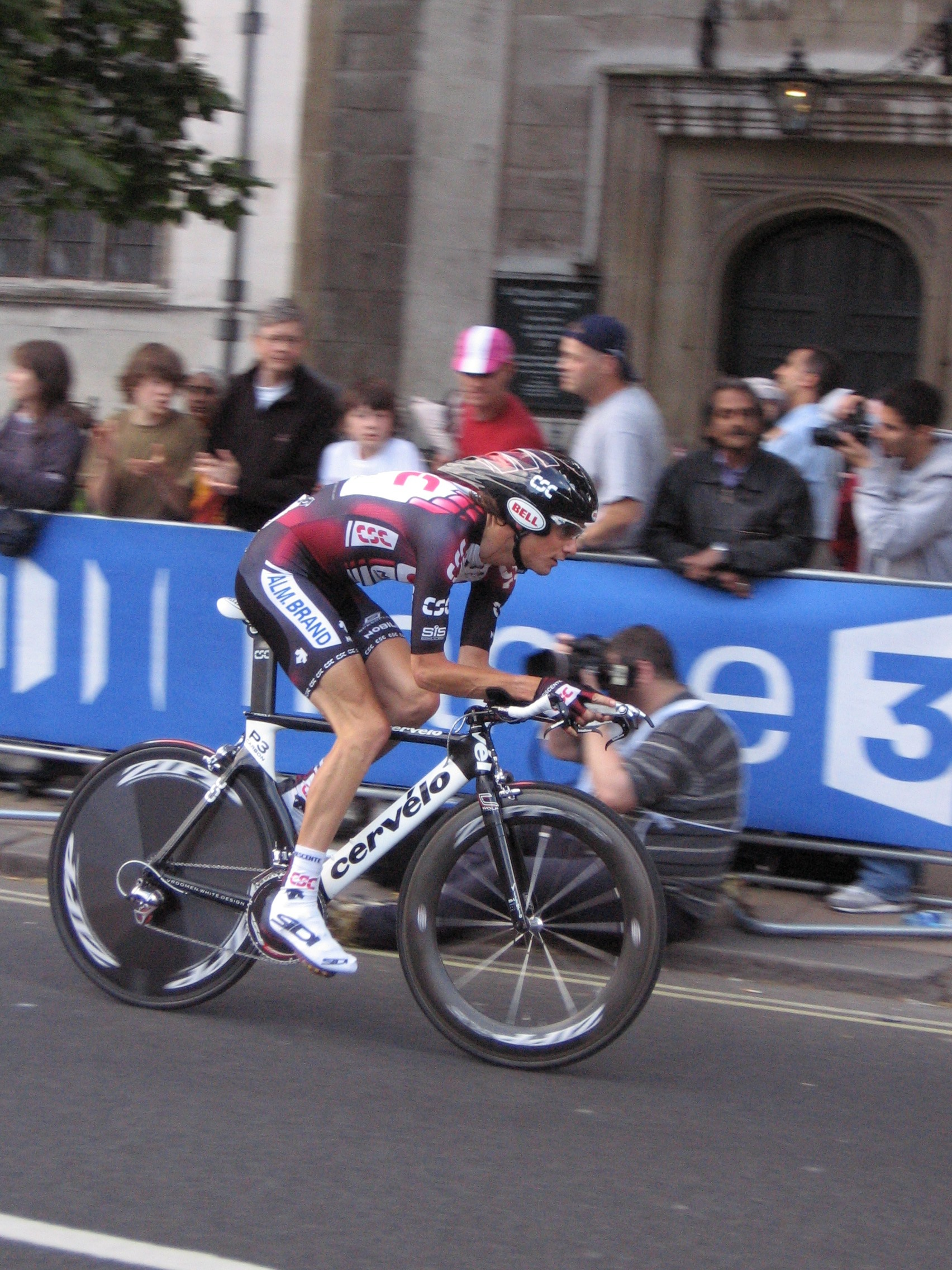
Fränk Schleck

Fränk Schleck (Luxemburgo, 15 de abril de 1980) é um ciclista profissional luxemburguês que participa em competições de ciclismo de estrada. Sua família é tradicionalmente ligada ao ciclismo. Seu pai atuou profissionalmente entre os anos de 1965 e 1974 e o seu irmão, Andy Schleck, também compete na TEAM Leopard Trek, após fazer parte da CSC (atualmente Team Saxo Bank). Fränk venceu a etapa de L'Alpe d'Huez na Volta da França 2006.